# Classe Mogami (frégate)
Ne doit pas être confondu avec Classe Mogami.
La classe Mogami (もがみ型護衛艦, Mogami-gata-goei-kan) est une classe de frégates furtives multimissions de la Force maritime d'autodéfense japonaise. Elle est aussi connue sous les désignations 30FFM, 30FF, 30DX ou 30DEX.

## Développement
En 2015, le budget de la défense japonais alloue des fonds pour étudier la construction d'un nouveau destroyer compact doté de capacités multifonctionnelles, ainsi que le développement d'un nouveau système radar pour ce destroyer. La même année, Mitsubishi Heavy Industries (MHI) dévoile son premier concept de la frégate (30FF), développé sur fonds propres.
En août 2017, l'Agence d'acquisition, de technologie et de logistique du ministère de la défense japonais (ATLA) sélectionne MHI en tant que maître d'oeuvre et Mitsui Engineering and Shipbuilding comme sous-traitant pour la construction de la frégate. L'agence choisit également une toute nouvelle conception du navire (désignation 30DX). Cette classe a pour but de remplacer les destroyers de classe Asagiri et destroyers d'escorte de classe Abukuma.
La construction des 30DX commence en 2018 et prévoit alors un total de vingt-deux unités livrées jusqu'en 2032. Pour les huit premières frégates, commandées en 2018, une paire doit être construite chaque année.
En 2024, la puissance de feu a depuis été jugée insuffisante par le Japon qui a limité la production des Mogami à 10 unités. La construction d’une nouvelle classe, plus lourde (6000 tonnes), plus longue (142m), et emportant notamment 32 silos verticaux, prendra le relais à partir de 2025, pour une entrée en service prévue en 2029. En novembre 2024, cette classe est retenue avec la classe Meko 200 allemande pour remplacer la classe Anzac de la marine royale australienne, la décision finale devant être révélé en 2025.
Fin 2024, le Japon commande deux frégates supplémentaires, portant leur nombre total à douze. Les trois dernières unités seront une version améliorée [FFM].

## Conception
L'objectif général de la conception du 30DX est de créer une frégate moderne dotée de capacités similaires à celles de la Classe Akizuki mais servie par un équipage réduit et dotée d'un nombre de cellules de lancement de missiles réduit de moitié.

### Modèle 30FF
Le modèle initial 30FF ressemblait à la Classe Freedom de la marine américaine dotée d'un mât intégré. Son armement comprenait un canon Mark 45 de calibre 5"/54, deux tourelleaux téléopérés situés entre la passerelle et le canon principal, une batterie SeaRAM au-dessus du hangar à hélicoptère et un hélicoptère embarqué. La longueur de cette version du navire devait être de 120 mètres, avec un maître-bau maximum de 18 mètres, et un déplacement d'environ 3 000 tonnes. Il devait atteindre une vitesse maximale de 40 noeuds et héberger un équipage d'environ 100 membres.

### Modèle 30DX
C'est le modèle 30DX qui a finalement été choisi pour la construction. Sa conception, bien que moderne, est plus conservatrice que l'approche du 30FF. Les trois principales raisons de ce changement de modèle étaient le coût financier, la miniaturisation/automatisation et la capacité multi-missions.
Ce navire a une longueur totale de 130 mètres, une largeur de 16 mètres et un déplacement standard de 3 900 tonnes pour 5 500 tonnes à pleine charge. Il peut atteindre une vitesse maximale de 30 nœuds.
Les frégates de classe Mogami sont propulsées par une turbine à gaz Rolls-Royce MT30.
L'armement du 30DX comprend un canon Mk 45, deux tourelleaux téléopérés au-dessus du pont, un système de lancement vertical VLS Mk 41 de 16 cellules à la proue, 8 missiles antinavires, une batterie anti-missiles SeaRAM, des torpilles et des lanceurs de leurres.
Ce modèle embarque un hélicoptère SH-60L, et dispose de la capacité de déployer et récupérer des véhicules sous-marins sans pilote, des véhicules de surface sans pilote et des mines marines depuis la rampe arrière située sous le pont de l'hélicoptère. Le 30DX devrait également utiliser une version navale du missile antiaérien à longue portée Type 03 Chū-SAM de la Force terrestre d'autodéfense japonaise, testée en 2022.
La conception furtive des deux modèles 30FF et 30FX est basée sur les résultats du programme de développement du démonstrateur de chasseur furtif Mitsubishi X-2 Shinshin (à l'époque ATD-X), car les deux plates-formes sont conçues par Mitsubishi Heavy Industries,. Outre ses capacités furtives, l'accent a également été mis sur un haut niveau d’automatisation qui permet à la frégate d'être armée d'un équipage réduit de seulement 90 personnels.

### Automatisation

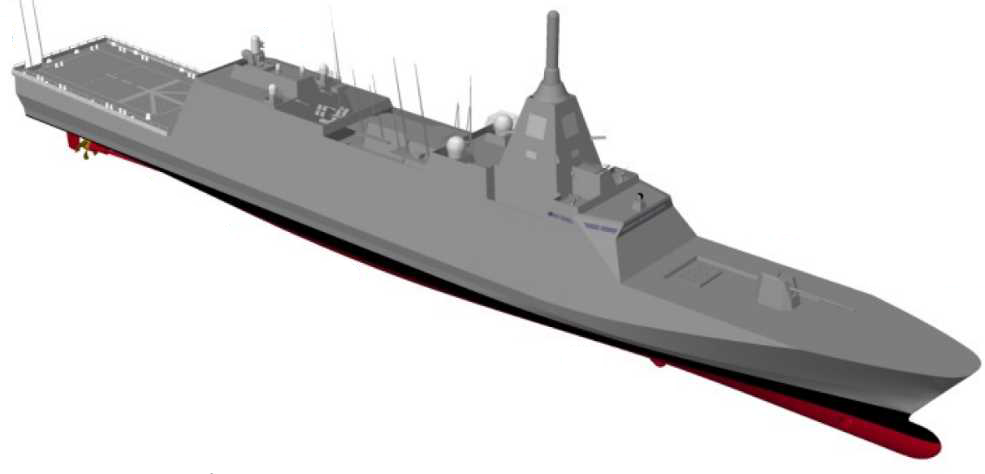
Modélisation 3D de la frégate 30DX

Lors de l'exposition Sea Air Space 2019, Mitsubishi Heavy Industries a dévoilé son « centre d'information de combat intégré avancé » pour le navire. Selon le rapport, il regroupera un centre de commandement comprenant timonerie, contrôle des moteurs et centre d'information de combat entouré d'un grand mur d'écran circulaire à 360 degrés. Il pourra afficher une vue panoramique autour du navire sans angle mort sur l'écran et utilisera également la technologie de réalité augmentée pour identifier les objets affichés et diriger le navire.

## Concept opérationnel
Le 16 décembre 2022, le ministère japonais de la Défense a publié ses directives sur le programme de renforcement de la défense (防衛力整備計画) qui indiquent que la Force maritime d'autodéfense japonaise prévoit de remplacer sa flotte de d'anciens destroyers et ses destroyers d'escorte de classe Abukuma par les frégates de classe Mogami.

## Liste des navires de la classe
Le FFM-7 et les navires suivants sont équipés dès leur construction d'un système de lancement vertical. Les navires de FFM-1 à FFM-6, mis en service sans VLS, en seront équipés ultérieurement.
| Numéro de coque | Nom          | Pose de la quille              | Lancement                      | Service actif                  | Constructeur                                 |
| --------------- | ------------ | ------------------------------ | ------------------------------ | ------------------------------ | -------------------------------------------- |
| FFM-1           | JS Mogami    | 29 octobre 2019                | 3 mars 2021                    | 28 avril 2022 ,                | Mitsubishi, Nagasaki                         |
| FFM-2           | JS Kumano    | 30 octobre 2019                | 19 novembre 2020               | 22 mars 2022                   | Mitsui, Tamano → Mitsubishi Heavy Industries |
| FFM-3           | JS Noshiro   | 15 juillet 2020                | 22 juin 2021                   | 15 décembre 2022               | Mitsubishi, Nagasaki                         |
| FFM-4           | JS Mikuma    | 15 juillet 2020                | 10 décembre 2021               | 7 mars 2023 ,                  | Mitsubishi, Nagasaki                         |
| FFM-5           | JS Yahagi    | 24 juin 2021                   | 23 juin 2022                   | 21 mai 2024                    | Mitsubishi, Nagasaki                         |
| FFM-6           | JS Agano     | 24 juin 2021                   | 21 décembre 2022               | 20 juin 2024                   | Mitsubishi, Nagasaki                         |
| FFM-7           | JS Niyodo    | 30 juin 2022                   | 26 septembre 2023              | 21 mai 2025                    | Mitsubishi, Nagasaki                         |
| FFM-8           | JS Yubetsu   | 30 août 2022                   | 14 novembre 2023 ,             | 19 juin 2025                   | Mitsubishi Heavy Industries                  |
| FFM-9           | JS Natori    |                                | 24 juin 2024                   |                                | Mitsubishi, Nagasaki                         |
| FFM-10          | A déterminer | À déterminer                   | À déterminer                   | À déterminer                   | À déterminer                                 |
| FFM-11          | Tasuta       | À déterminer \| 2 julliet 2025 | À déterminer \| 2 julliet 2025 | À déterminer \| 2 julliet 2025 | À déterminer \| 2 julliet 2025               |
| FFM-12          | A déterminer | À déterminer                   | À déterminer                   | À déterminer                   | À déterminer                                 |

## Exportations
Les deux modèles de frégate ont été présentés dans quatre expositions navales afin d'attirer des clients potentiels à l'exportation. Le 30FF a été présenté au PACIFIC 2015 en tant que candidat au programme de frégate ASW SEA5000 de la marine australienne et à nouveau exposé au Sea Air Space 2017,. La 30DX a également été présentée à l'exposition Sea Air Space (2018 et 2019) et à Euronaval 2018,.
En mars 2021, le Japon et l’Indonésie signent un accord de coopération militaire prévoyant l'export de quatre frégates et la construction de quatre autres en Indonésie dans le cadre d'un contrat de 300 milliards de yens,.
Le 4 août 2025, le ministre australien de la Défense Richard Marles annonce l'achat de 11 frégates de classe Mogami pour 6 milliards de dollars américains (5,2 milliards d'euros). Les trois premières frégates seront construites au Japon, la tête de série devant être livrée la  à la marine royale australienne en 2029. Les huit autres seront produites en Australie.